# Haematopota gracilis
Haematopota gracilis är en tvåvingeart som beskrevs av Austen 1908. Haematopota gracilis ingår i släktet Haematopota och familjen bromsar. Inga underarter finns listade i Catalogue of Life.